# Johanniskirche (Peseckendorf)

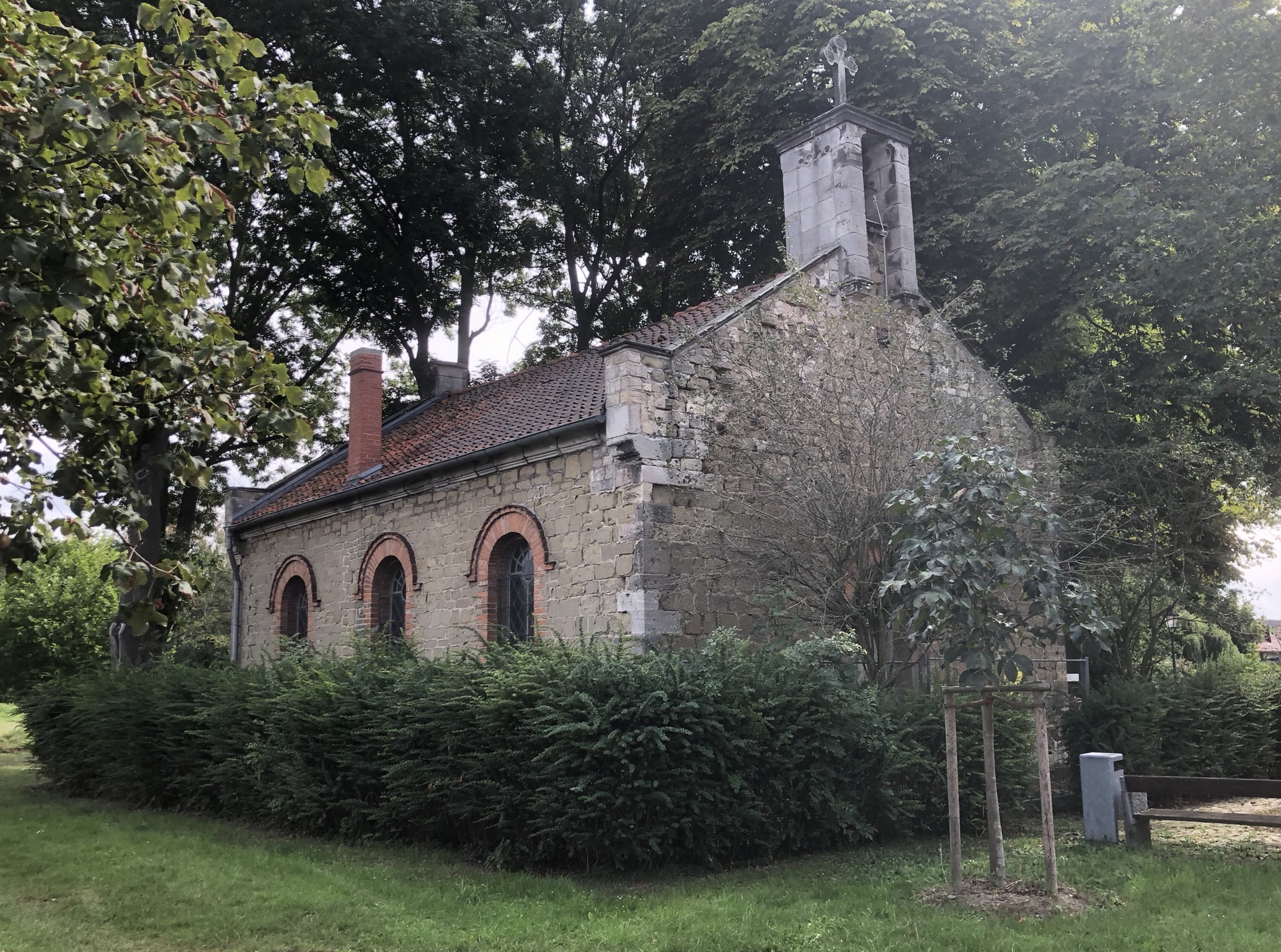
Johanniskirche Peseckendorf, 2019

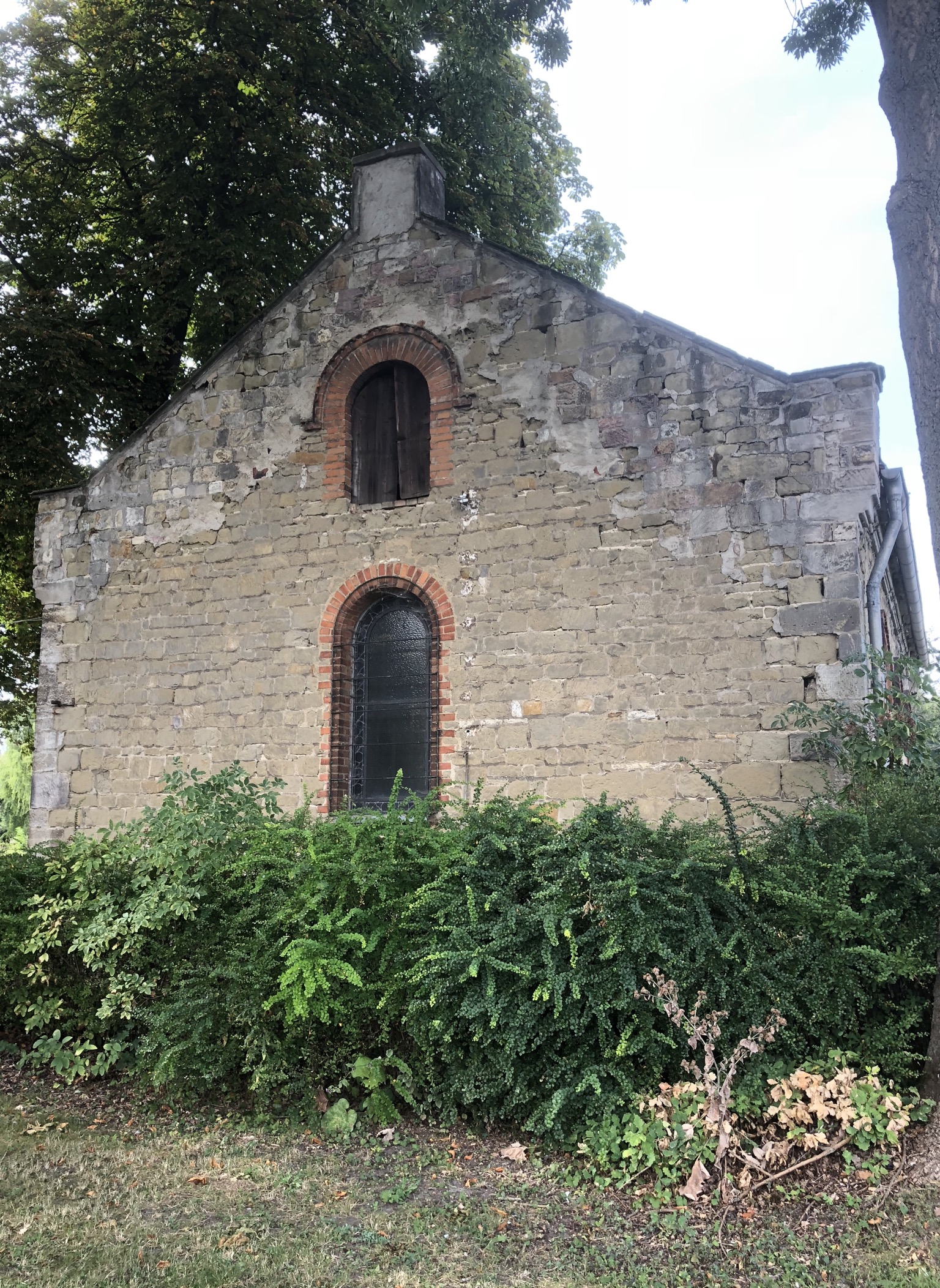
Ostseite

Die Johanniskirche, auch Kapelle Peseckendorf, ist eine denkmalgeschützte Kirche im zur Stadt Oschersleben (Bode) gehörenden Dorf Peseckendorf in Sachsen-Anhalt.
Sie gehört der evangelischen Kirchengemeinde Klein Oschersleben des Kirchenkreises Egeln der Evangelischen Kirche in Mitteldeutschland und befindet sich im Ortszentrum von Peseckendorf, östlich der Kastanienallee.

## Architektur und Geschichte
Das kleine Gebäude entstand nach einer Inschrift im Jahr 1857. Sie wurde im Auftrag des Rittergutsbesitzers Hermann Degener errichtet. Gestalterisch ist der aus Natursteinen erstellte Bau im Rundbogenstil ausgeführt. An den Längsseiten bestehen jeweils drei große Rundbogenfenster. Die Fenster- und Türlaibungen sind aus Backstein erstellt. Das Eingangsportal ist auf der Westseite angeordnet. Oberhalb des Westgiebels befindet sich eine Glockenarkade, in der sich eine 1591 vom Magdeburger Glockengießer Heinrich Borstelmann geschaffene Glocke.
Die den Kirchenraum im Inneren überspannende Decke weist Bemalungen aus der Zeit vom Ende des 19. bzw. Anfang des 20. Jahrhunderts auf.
Im örtlichen Denkmalverzeichnis ist das Gebäude als Kapelle unter der Erfassungsnummer 094 96379 als Baudenkmal eingetragen.
Derzeit (Stand 2019) ist die Kapelle sanierungsbedürftig, zumindest seit 2017 besteht ein Betretungsverbot. Da seitens des Kirchenkreises weitere Investitionen in die Kapelle nicht mehr vorgesehen sind, gibt es Überlegungen, die Eigentümerstellung zu verändern und möglicherweise an einen Verein zu übertragen.